# Единая коммунистическая партия Грузии
Единая коммунистическая партия Грузии (ЕКПГ, груз. საქართველოს ერთიანი კომუნისტური პარტია) — коммунистическая партия в Грузии. Считает себя правопреемницей Компартии Грузинской ССР, выступает за восстановление Грузинской ССР. В течение длительного времени находилась в полуподпольном положении, подвергалась преследованиям властями Грузии. Входит в СКП-КПСС.

## История
Создана на учредительном съезде в начале сентября 1994 г. В ЕКПГ вошли Союз коммунистов, общество «Сталин» и Партия трудящихся. Зарегистрирована 10 ноября 1994.
В 1995 стала инициатором создания Народно-патриотического движения во главе с лидером ЕКПГ Пантелеймоном Георгадзе, бывшим вице-премьером Автандилом Маргиани, бывшим спикером парламента Вахтангом Гогуадзе, лидером радикальной части абхазских беженцев Борисом Какубава, журналистом Валерием Кварацхелия. Движение выступало за интеграцию с Россией и другими республиками СНГ, занималось общественной реабилитацией Игоря Георгадзе, сына лидера ЕКПГ.
В конце декабря 2000 г. в Гори прошёл съезд ЕКПГ, потребовавший отставки «реакционных режимов», находящихся у власти в республиках бывшего СССР, и возрождения Советского Союза.
27 февраля 2001 г. министр юстиции Грузии Михаил Саакашвили призвал запретить Компартию Грузии, так как она «нарушает Конституцию и призывает к свержению законной власти», однако парламент страны не поддержал соответствующий законопроект.
11 августа 2008 года ЦК ЕКПГ выступило с заявлением, в котором поведение грузинского руководства в ходе войны на её территории названо геноцидом. В нём, в частности, говорилось:
Всю ответственность за очередную братоубийственную войну, за погибших жителей Южной Осетии и Грузии несут исключительно нынешний президент, парламент и правительство Грузии. Безответственность и авантюризм режима Саакашвили не имеют границ. Президент Грузии и его команда, безусловно, являются преступниками.
ЕКПГ зарегистрирована Минюстом Грузии (новый Устав перерегистрирован в июле 2021).
31 января 2014 г. лидер грузинской компартии Нугзар Авалиани был сбит автомобилем на пешеходном переходе, получил тяжёлые травмы. От последствий скончался 8 марта 2014 г.

## Международные связи
ЕКПГ входит в состав СКП-КПСС. В Совет СКП-КПСС, избранный XXXIV съездом СКП — КПСС, от ЕКПГ входят Нугзар Авалиани, Темур Пипия, Теимураз Самнидзе, а в состав КРК — Аркадий Алания.

### Участие в выборах
На выборах 5 ноября 1995 г. в Парламент Грузии ЕКПГ набрала 4,49 % голосов и не прошла в парламент. На проходивших параллельно президентских выборах П. Георгадзе (избирательный блок «Единая коммунистическая партия и социал-демократы»,1995) набрал 0,52 %.
22 сентября 1996 года на выборах в Верховный Совет Аджарии, Аджарская республиканская организация Единой коммунистической партии Грузии получила 5,14 % голосов (2 мандата) .
В 1999 году на парламентских выборах, избирательный блок «Единая Коммунистическая Партия Грузии и Народный Союз» набрал 1,35 % и не прошёл в парламент.
Партия участвовала в парламентских выборах 2012 и 2016 годов. В 2020 г. власти лишили партию офиса в Тбилиси. (Правда, 17-20.12.2021).
29 июня 2013 года состоялся пленум компартии на котором лидер партии Нугзар Авалиани был выдвинут на выборы кандидатом в Президенты Грузии. получив на выборах 663 голоса (0,04%).

### Руководители ЕКПГ
Первый секретарь Центрального комитета 
- Пипия, Темур Иосифович (с 2014)
- Авалиани, Нугзар Шалвович (2009 — 2014)
- Георгадзе, Пантелеймон Иванович (1994—2009 г.)